# Dubovskij rajon (Oblast' di Volgograd)
Il Dubovskij rajon (in russo Дубовский район?) è un rajon dell'Oblast' di Volgograd, nella Russia europea, il cui capoluogo è Dubovka. Istituito nel 1928, ricopre una superficie di 3.114 chilometri quadrati e nel 2021 ospitava una popolazione di circa 30.000 abitanti.